# Waipori Falls (Wasserfall)
Die Waipori Falls sind ein Wasserfall in der Region Otago auf der Südinsel Neuseelands. Östlich der Ortschaft Waipori Falls liegt er im Lauf des Waipori River. Seine Fallhöhe beträgt rund 25 Meter.
Vom Parkplatz am Wasserkraftwerk von Waipori Falls führt ein Wanderweg in östlicher Richtung entlang des Waipori River in rund 10 Minuten zum Wasserfall.